# 若狭和田海水浴場

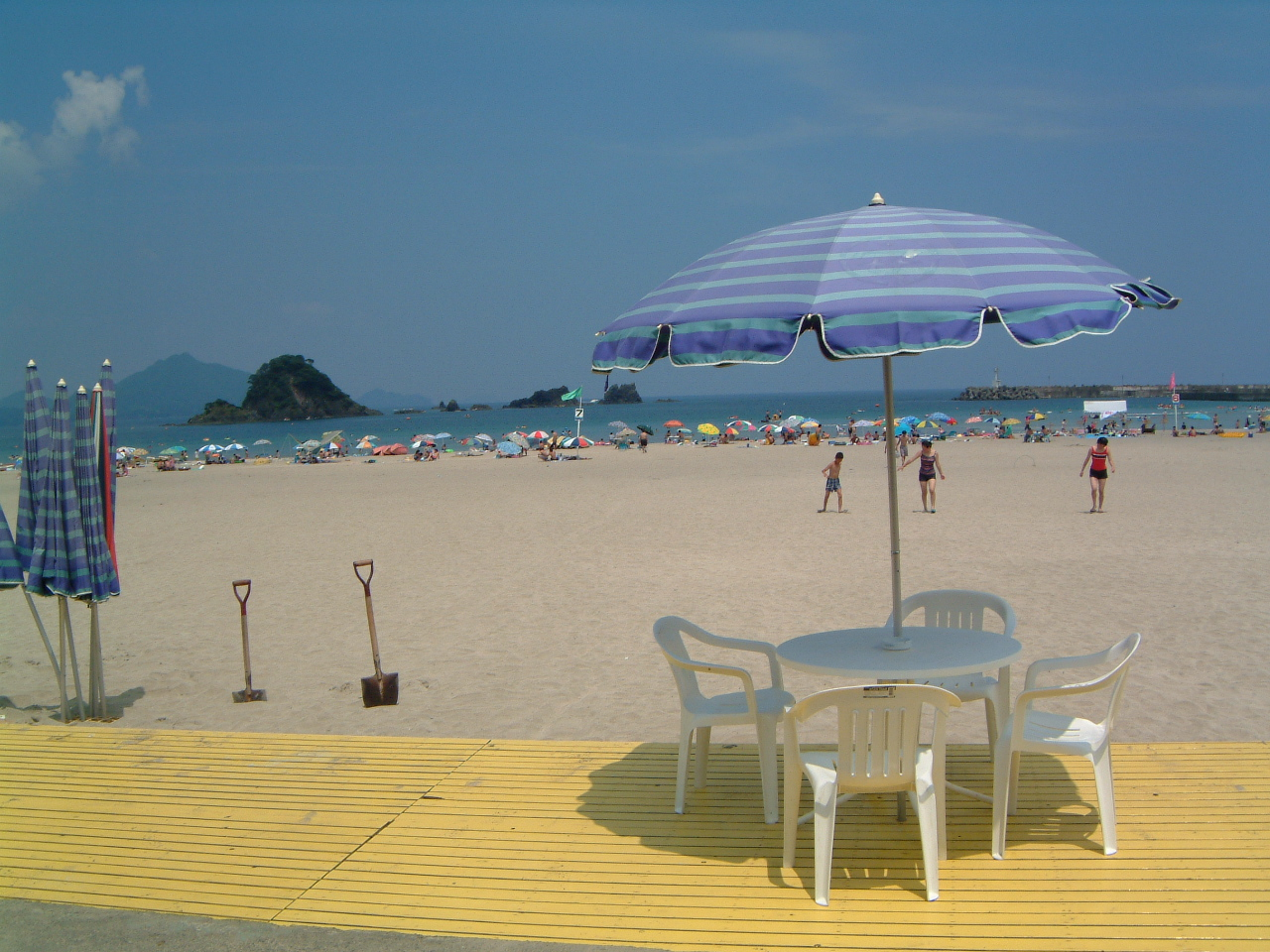
若狭和田海水浴場

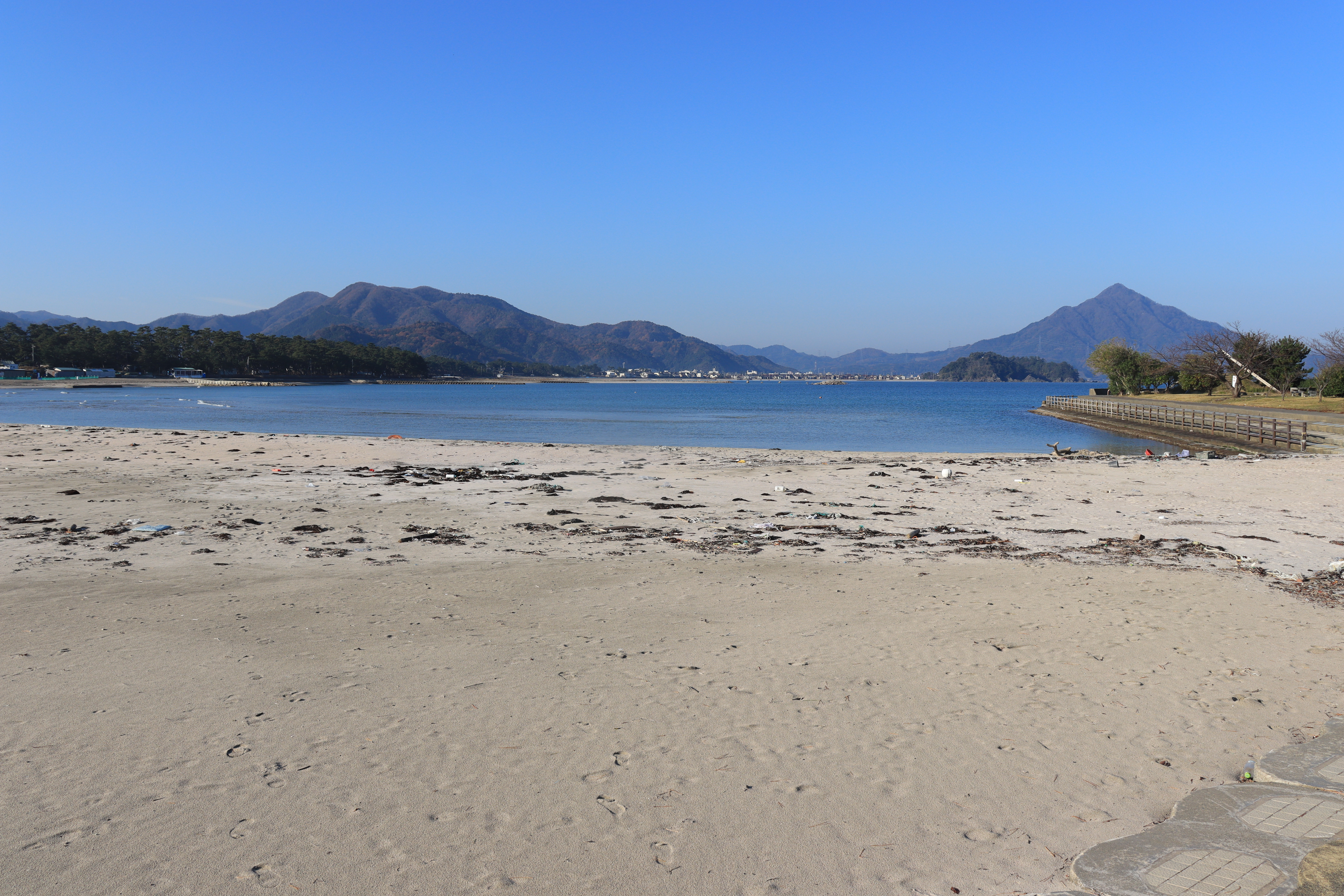
若狭和田海岸の砂浜

若狭和田海水浴場（わかさわだかいすいよくじょう）は、福井県大飯郡高浜町にある海水浴場。

## 特徴
- 広い砂浜と遠浅の海と松林[要出典]
- 環境省による快水浴場百選、および日本の夕陽百選に登録されている。
- キャンプ場、釣り堀、マリーナが隣接する[要出典]。
- 毎年、ビーチフットボール大会が開催される[要出典]。

## 施設・駐車場
- 海の家、シャワー、公衆トイレ、更衣室、休憩所、売店、監視・救護
- 駐車場1,000台（1,000円〜1,200円）[要出典]

## 海開き
- 期間 7月上旬 - 8月中旬

## 近辺の海水浴場
- 和田海水浴場 - 和田から白浜海水浴場
- 白浜海水浴場 ‐ 白い砂浜、遠浅の海と松原（青の松原）に囲まれた海水浴場。
- 城山海水浴場 - 明鏡洞周辺の浜と岩礁
- 鳥居浜海水浴場 - 城山公園と白浜の間にある浜。遠浅で青く澄んだ海。
- 若宮海水浴場 - 「若狭高浜海釣り公園」があり、近くの鷹島と稲島まで橋づたいに歩いて散策できる。
- 三松海水浴場 - はまなすパークとえびす浜パークの二つからなる海水浴場。
- 難波江海水浴場 - 砂浜まで車の乗り入れが可能。

## アクセス
- 小浜線 - 若狭和田駅、徒歩15分。
- 舞鶴若狭自動車道大飯高浜インターチェンジから車で12分